# Objeto a
El Objeto a es un concepto del psicoanálisis usado por Jacques Lacan que remite a la noción del objeto de deseo inalcanzable. Denominado también objeto metonímico, se lo considera el "objeto causa del deseo".
Se entiende que el sujeto del psicoanálisis está regido por sus pulsiones, que investidas en el lenguaje, vendría a conformarse el deseo. Las pulsiones difieren de los instintos por carecer de objetos concretos predeterminados; entonces, el deseo carece de un objeto que sea algo fijo. Por lo general, cada vez que el ser humano llega a cumplir un objeto deseado, se ve compelido hacia otro objeto de deseo, como se dice en psicoanálisis, asintóticamente.

## Razón y conducta
Tras el parto y durante los primeros meses de vida, cada ser humano forma una especie de unidad con la madre. Se dice entonces que está adherido al deseo de la madre. La madre, además de otorgar nutrientes y estímulos, es el primer objeto de deseo para cada ser humano. Es, a través de su afecto que asocia la leche con el afecto, miradas, expresiones faciales, etc., haciendo que el bebé logre pedir estas otras cosas que logró asociar junto con la leche materna. 
Así se instaura el deseo en el sujeto; sin embargo es necesaria intervención de la Función Paterna, que instaura La Ley, es decir, el orden simbólico en el psiquismo y escinde o cliva  al sujeto de la unidad que ha estado formando con la madre. El sujeto escindido, o "clivado" pierde entonces su primer (y hasta entonces único) objeto de deseo. Hasta ese momento se presenta a la relación madre-hijo como una relación narcisismo-Madre Fálica (narcisismo por parte del niño y Madre Fálica que se siente completa en el hijo). La función del padre es escindir dicha célula, escindir el deseo de la madre en su sentirse fálica, completa.

## Representación gráfica
En las fórmulas y gráficos que realiza Lacan, el sujeto escindido o sujeto clivado se representa con el signo $; Una S dividida por La Ley, que representa un sujeto (S) dividido (|) e incompleto. Así se constituye un sujeto carente de objeto fijo (ya no es instintual sino, pulsional); sin embargo, en su lugar queda en lo inconsciente de cada ser humano, como una reminiscencia del primer objeto de deseo. Tal reminiscencia es el objeto alfa (u objeto a, u objeto metonímico) en cuanto que es el que estimula, por metonimia, el pensar del sujeto.
A nivel inconsciente, tal reminiscencia no es percibida como la de la madre, sino como la de la ausencia o falta de la madre como el ideal, y es así, del Otro como objeto primario o en palabras de Lacan: la "presencia" de una falta, una falta original (originaria y originante). 
Es por esto que la tal "falta", llamada el objeto alfa, se transforma en algo animador de la vida psíquica: es a partir de esa operación dialéctica entre el Deseo de la Madre y la Función Paterna que surge el psiquismo del sujeto y, en este, el objeto alfa. Es así y por esto que, con el objeto alfa, el sujeto origina, crea, realiza, e intenta realizarse. Se crea una fantasía (fantasme, en francés y phantasie, en alemán) en torno al objeto a (significante de la falta), al que se le responde en el actuar del sujeto. La funcionalidad o no del fantasma otorga, entonces, el grado de sanidad.